# United Sportscar Championship 2014
United Sportscar Championship 2014 var den första säsongen av den nordamerikanska racingserien för sportvagnar och GT-bilar United Sportscar Championship och sanktionerades av International Motor Sports Association. Mästerskapet skapades efter en sammanslagning av de konkurrerande racingserierna Rolex Sports Car Series och American Le Mans Series Säsongen omfattade 13 deltävlingar.

## Tävlingskalender
| Datum         | Bana                    | Segrare Prototype - Team                             | Segrare PC - Team                                          | Segrare GTLM - Team                               | Segrare GTD - Team                                                        |
| Datum         | Bana                    | Segrare Prototype - Förare                           | Segrare PC - Förare                                        | Segrare GTLM - Förare                             | Segrare GTD – Förare                                                      |
| ------------- | ----------------------- | ---------------------------------------------------- | ---------------------------------------------------------- | ------------------------------------------------- | ------------------------------------------------------------------------- |
| 25-26 januari | Daytona                 | Action Express Racing                                | CORE Autosport                                             | Porsche North America                             | Level 5 Motorsports                                                       |
| 25-26 januari | Daytona                 | João Barbosa Christian Fittipaldi Sébastien Bourdais | Jon Bennett Colin Braun James Gue Mark Wilkins             | Richard Lietz Nick Tandy Patrick Pilet            | Townsend Bell Alessandro Pier Guidi Jeff Segal Bill Sweedler Scott Tucker |
| 15 mars       | Sebring                 | Chip Ganassi Racing                                  | CORE Autosport                                             | Porsche North America                             | Magnus Racing                                                             |
| 15 mars       | Sebring                 | Scott Pruett Memo Rojas Marino Franchitti            | Colin Braun Jon Bennett James Gue                          | Patrick Long Michael Christensen Jörg Bergmeister | Andy Lally John Potter Marco Seefried                                     |
| 12 april      | Long Beach              | Chip Ganassi Racing                                  | Inga deltagare                                             | Corvette Racing                                   | Inga deltagare                                                            |
| 12 april      | Long Beach              | Scott Pruett Memo Rojas                              | Inga deltagare                                             | Jan Magnussen Antonio García                      | Inga deltagare                                                            |
| 4 maj         | Laguna Seca             | Extreme Speed Motorsports                            | Starworks Motorsport                                       | Corvette Racing                                   | Turner Motorsport                                                         |
| 4 maj         | Laguna Seca             | Johannes van Overbeek Ed Brown                       | Renger van der Zande Mirco Schultis                        | Jan Magnussen Antonio García                      | Dane Cameron Markus Palttala                                              |
| 31 maj        | Belle Isle              | Wayne Taylor Racing                                  | Inga deltagare                                             | Inga deltagare                                    | Scuderia Corse                                                            |
| 31 maj        | Belle Isle              | Ricky Taylor Jordan Taylor                           | Inga deltagare                                             | Inga deltagare                                    | Alessandro Balzan Jeff Westphal                                           |
| 7 juni        | Kansas                  | Inga deltagare                                       | CORE Autosport                                             | Inga deltagare                                    | Inga deltagare                                                            |
| 7 juni        | Kansas                  | Inga deltagare                                       | Colin Braun Jon Bennett                                    | Inga deltagare                                    | Inga deltagare                                                            |
| 29 juni       | Watkins Glen            | Spirit of Daytona Racing                             | CORE Autosport                                             | Corvette Racing                                   | Turner Motorsport                                                         |
| 29 juni       | Watkins Glen            | Michael Valiante Richard Westbrook                   | Jon Bennett Colin Braun James Gue                          | Jan Magnussen Antonio García                      | Dane Cameron Markus Palttala                                              |
| 13 juli       | Mosport                 | OAK Racing                                           | Inga deltagare                                             | Corvette Racing                                   | Riley Motorsports                                                         |
| 13 juli       | Mosport                 | Olivier Pla Gustavo Yacamán                          | Inga deltagare                                             | Jan Magnussen Antonio García                      | Jeroen Bleekemolen Ben Keating                                            |
| 25 juli       | Indianapolis            | Action Express Racing                                | RSR Racing                                                 | SRT Motorsports                                   | Scuderia Corsa                                                            |
| 25 juli       | Indianapolis            | João Barbosa Christian Fittipaldi                    | Chris Cumming Jack Hawksworth                              | Jonathan Bomarito Kuno Wittmer                    | Alessandro Balzan Jeff Westphal                                           |
| 10 augusti    | Road America            | Action Express Racing                                | Starworks Motorsport                                       | Risi Competizione                                 | Turner Motorsport                                                         |
| 10 augusti    | Road America            | João Barbosa Christian Fittipaldi                    | Renger van der Zande Mirco Schultis                        | Giancarlo Fisichella Pierre Kaffer                | Dane Cameron Markus Palttala                                              |
| 24 augusti    | Virginia                | Inga deltagare                                       | 8 Star Motorsports                                         | Risi Competizione                                 | Turner Motorsport                                                         |
| 24 augusti    | Virginia                | Inga deltagare                                       | Luis Díaz Sean Rayhall                                     | Giancarlo Fisichella Pierre Kaffer                | Dane Cameron Markus Palttala                                              |
| 20 september  | Circuit of the Americas | Chip Ganassi Racing                                  | 8 Star Motorsports                                         | SRT Motorsports                                   | Riley Motorsports                                                         |
| 20 september  | Circuit of the Americas | Scott Pruett Memo Rojas                              | Luis Díaz Sean Rayhall                                     | Jonathan Bomarito Kuno Wittmer                    | Jeroen Bleekemolen Ben Keating                                            |
| 4 oktober     | Petit Le Mans           | Wayne Taylor Racing                                  | Starworks Motorsport                                       | Team Falken Tire                                  | Paul Miller Racing                                                        |
| 4 oktober     | Petit Le Mans           | Ricky Taylor Jordan Taylor Max Angelelli             | Alex Popow Mirco Schultis Renger van der Zande John Martin | Bryan Sellers Wolf Henzler Marco Holzer           | Bryce Miller Christopher Haase Matthew Bell                               |

## Slutställning
| Klass     | Förare                            | Team                  | Bilmärke | Motor     |
| --------- | --------------------------------- | --------------------- | -------- | --------- |
| Prototype | João Barbosa Christian Fittipaldi | Action Express Racing |          | Chevrolet |
| PC        | Jon Bennett Colin Braun           | CORE Autosport        |          |           |
| GTLM      | Kuno Wittmer                      | SRT Motorsports       | Porsche  |           |
| GTD       | Dane Cameron                      | Turner Motorsport     | Porsche  |           |